# راو غير موثوق

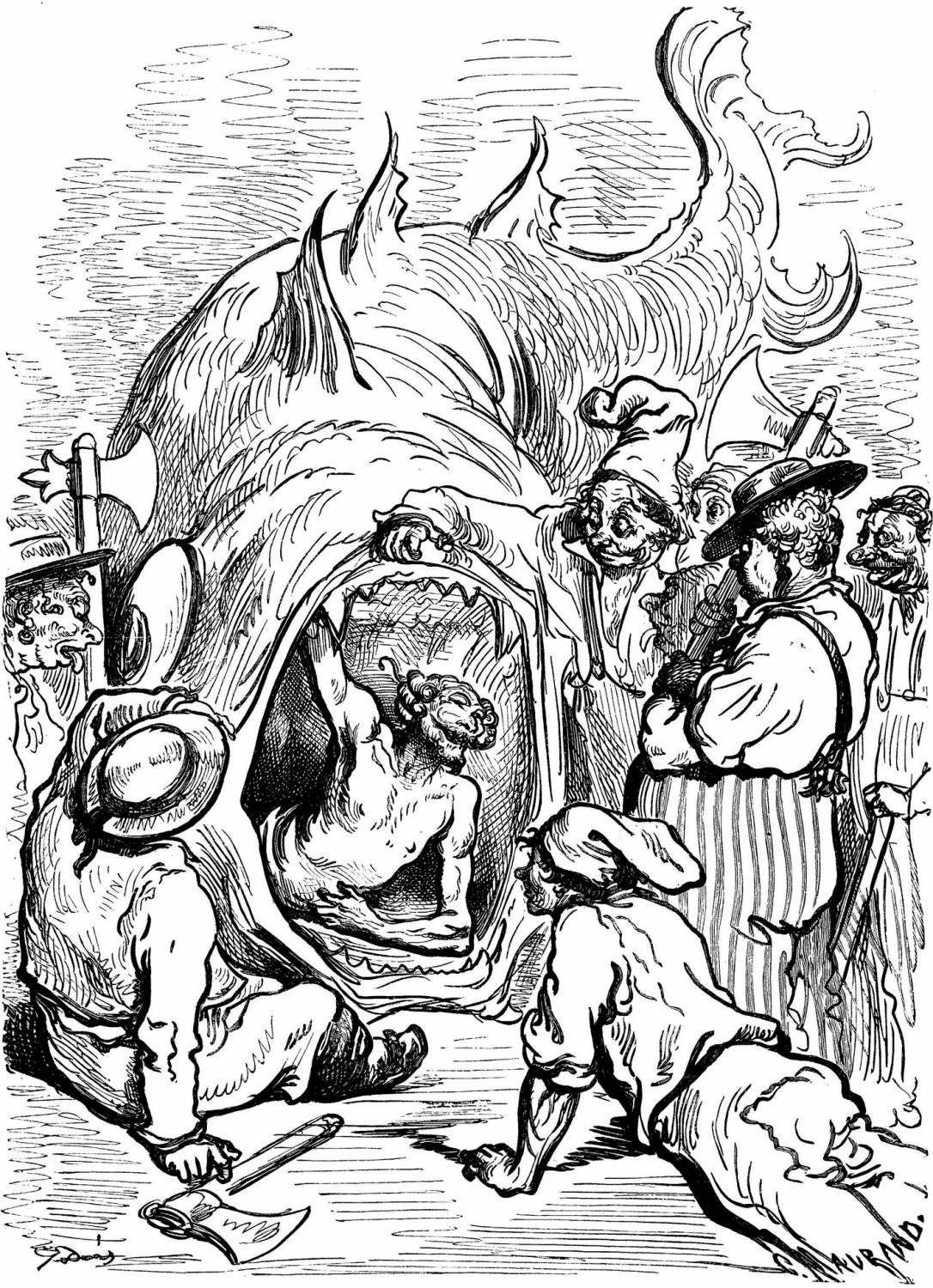
رسمة للفنان غوستاف دوريه لحكاية البارون مونخهاوزن الذي التهمه حوت. الحكايات الطويلة - كحكاية البارون - غالبًا ما تتضمن راوٍ غير موثوق.

راوٍ غير موثوق هو راوٍ قد فُضحت مصداقيته. صاغ المصطلح لأول مرة واين بوث في 1961 في بلاغة الخيال. في حين أن الراوي غير الموثوق من تعريفه هو راو متكلم، يوجد براهين على وجود راوٍ مُخاطَب و‌راوٍ غائب، خاصةً في سياق الأفلام والمسلسلات، ومع ذلك أحيانًا في الأدب.
أحيانًا ما تكون عدم موثوقية الراوي جلية. على سبيل المثال، قد تبدأ القصة براوٍ يتصنع الأكاذيب بوضوح أو يدَّعي الأوهام أو يعترف بأنه مصاب بمرض عقلي شديد أو قد يكون للقصة إطار حيث يظهر فيه الراوي على أنه شخصية، مع وجود أدلة على مُخَادَعَة (عكس "مصداقية") الشخصية. يؤخر هذا الاستخدام الدرامي للأداة كشف الحقيقة إلى القرب من نهاية القصة. في بعض الحالات، قد يكتشف القارئ أن الراوي المذكور أعلاه قد تستر أو حرَّف بشدة معلومات حيوية. مثل التواء الحبكة الذي يجبر القراء على إعادة النظر في وجهة نظرهم وخبرتهم عن القصة. في حالات أخرى، لا تنكشف مُخَادَعَة الراوي ولكن يُشار إليها، تاركةً القراء متسائلين عن مدى ثقتهم بالراوي وتفسيرهم للقصة.

## نظرة عامة

### التصنيف
بُذلِت محاولات لتصنيف الرواة غير الموثوق بهم. حلل وليام ريجان أنواعًا واضحةً من الرواة غير الموثوقين في دراسة أجراها عام 1981، ركز فيها على الراوي من أول شخص لأن هذا هو النوع الأكثر شيوعًا من السرد غير الموثوق. القائمة التالية مقتبسة من النتائج التي توصل إليها:

### البيكارو
راوٍ يتميز بالمبالغة والتفاخر، والمثال الأول على الأرجح هو الجندي في كوميديا بلاوتوس ميليس غلوريوسوس. الأمثلة في الأدب الحديث هي عمل مول فلاندرس المغامر سمبليسيموس أو فيليكس كرول.

### المجنون
راوٍ يعاني إما فقط من آليات الدفاع العقلي، مثل تفارق (ما بعد الصدمة) وتبدد الشخصية، أو المرض العقلي الشديد، مثل الفصام أو جنون العظمة. ومن الأمثلة على ذلك روايات فرانز كافكا التي تنفر من نفسها، وروايات نوير، والروائي «الصعب» (الساخر)، الذي يصف مشاعره بشكل غير موثوق به، وباربرا كوفيت في ملاحظات على فضيحة، وتشارلز كينبوت في حريق شاحب، وباتريك باتمان في المجنون الأمريكي.

### المهرج
راوٍ لا يأخذ السرد بجدية ويلعب بوعي مع التقاليد والحقيقة وتوقعات القراء. ومن الأمثلة على هذا النوع تريسترام شاندي وبراس كوباس.

### الساذج
راوٍ إدراكه غير ناضج أو محدود من وجهة نظره فقط. ومن الأمثلة على السذاجة هاكلبري فين وهولدن كولفيلد وفورست غامب. 